# Clasificarea chilopodelor
În acest articol sunt prezentate câteva clasificări a chilopodelor.

## Subâmpărțirea clasei Chilopoda după Barnes 1968, din Firă și Năstăsescu 1977[1]
| Clasa     | Subclasa  | Ordinul           | Genul       |
| Chilopoda | Epimorpha | Geophilomorpha    | Geophilus   |
| Chilopoda | Epimorpha | Scolopendromorpha | Scolopendra |
| Chilopoda | Anamorpha | Lithobiomorpha    | Lithobius   |
| Chilopoda | Anamorpha | Scutigeromorpha   | Scutigera   |

## Altă clasificare
1. Scolopendromorpha;
2. Geophilomorpha;
3. Lithobiomorpha;
4. Scutigeomorpha;
5. Craterostigmomorpha